# UEFA Europa League 2021-2022 (qualificazioni)
La fase di qualificazione della UEFA Europa League 2021-2022 si è disputata tra il 3 e il 26 agosto 2021. Hanno partecipato a questa prima fase della competizione 28 club: 10 di essi si sono qualificati alla successiva fase a gironi, composta da 32 squadre.

## Date
| Turno       | Sorteggio             | Andata               | Ritorno           |
| ----------- | --------------------- | -------------------- | ----------------- |
| Terzo turno | 19 luglio 2021 (Nyon) | 3-5 agosto 2021      | 10-12 agosto 2021 |
| Spareggi    | 2 agosto 2021 (Nyon)  | 17-18-19 agosto 2021 | 26 agosto 2021    |

## Squadre

### Terzo turno di qualificazione
Il terzo turno di qualificazione è suddiviso in due percorsi, per un totale di 20 squadre partecipanti:
- Percorso Campioni (10 squadre): le 10 perdenti del secondo turno Campioni di qualificazione UCL.
- Percorso Piazzate (6 squadre): 3 squadre qualificate a questo turno e le 3 perdenti del secondo turno Piazzate di qualificazione UCL.

Le 8 squadre vincitrici del terzo turno di qualificazione avanzano agli spareggi.
| Legenda                                                                         | Legenda | Legenda | Legenda |
| ------------------------------------------------------------------------------- | ------- | ------- | ------- |
| I club vincitori del terzo turno avanzano al turno di spareggi                  |         |         |         |
| I club sconfitti nel terzo turno accedono agli spareggi della Conference League |         |         |         |

| Squadre           | Coeff    |
| Campioni          | Campioni |
| ----------------- | -------- |
| Slovan Bratislava | 7.500    |
| Žalgiris          | 6.500    |
| Alaškert          | 6.500    |
| Flora Tallinn     | 6.250    |
| Qairat            | 6.000    |
| Lincoln Red Imps  | 5.750    |
| Omonia            | 5.550    |
| HJK               | 5.500    |
| Neftçi Baku       | 5.000    |
| NŠ Mura           | 3.000    |

| Squadre       | Coeff    |
| Piazzate      | Piazzate |
| ------------- | -------- |
| Celtic        | 34.000   |
| Rapid Vienna  | 17.000   |
| Galatasaray   | 17.000   |
| Jablonec      | 7.000    |
| St. Johnstone | 6.675    |
| Anorthōsis    | 5.550    |

### Spareggi
| Legenda                                                                             |
| ----------------------------------------------------------------------------------- |
| I club vincitori avanzano alla fase a gironi                                        |
| I club eliminati partecipano alla fase a gironi della UEFA Europa Conference League |

| Squadre    | Coeff  |
| Urna 1     | Urna 1 |
| ---------- | ------ |
| AZ Alkmaar | 21.500 |
| Fenerbahçe | 19.500 |
| Zorja      | 15.000 |
| Anversa    | 10.500 |
| Sturm Graz | 7.165  |
| Randers    | 5.575  |

| Squadre        | Coeff  |
| Urna 2         | Urna 2 |
| -------------- | ------ |
| Slavia Praga   | 43.500 |
| Olympiacos     | 43.000 |
| Stella Rossa   | 32.500 |
| Rangers        | 31.250 |
| Legia Varsavia | 16.500 |
| CFR Cluj       | 16.500 |

| Squadre           | Coeff  |
| Urna 3            | Urna 3 |
| ----------------- | ------ |
| Slovan Bratislava | 7.500  |
| Alaškert          | 6.500  |
| Omonia            | 5.500  |
| HJK               | 5.500  |
| NŠ Mura           | 3.000  |

| Squadre      | Coeff  |
| Urna 4       | Urna 4 |
| ------------ | ------ |
| Celtic       | 34.000 |
| Rapid Vienna | 17.000 |
| Galatasaray  | 17.000 |

## Risultati

### Terzo turno

#### Sorteggio
Il sorteggio per il terzo turno di qualificazione si è svolto il 19 luglio 2021, ore 13:00 CEST.
Al terzo turno di qualificazione giocheranno un totale di 16 squadre. Saranno divisi in due percorsi:
- Campioni (10 squadre): 10 perdenti del secondo turno di qualificazione della UEFA Champions League 2021-22 (Percorso campioni), la cui identità non era nota al momento del sorteggio.
- Piazzate (6 squadre): Le squadre, sono state divise in questo modo:
  - Teste di serie: 3 squadre entrano in questo turno.
  - Non teste di serie: 3 perdenti del secondo turno di qualificazione della UEFA Champions League 2021–22 (Percorso piazzate), la cui identità non era nota al momento del sorteggio.

La prima squadra estratta è la squadra che giocherà in casa la gara di andata.
| Omonia Neftçi Baku Slovan Bratislava Qairat NŠ Mura HJK Lincoln Red Imps Flora Tallinn Alaškert Žalgiris |

| Teste di serie                    | Non teste di serie              |
| --------------------------------- | ------------------------------- |
| Jablonec St. Johnstone Anorthōsis | Celtic Galatasaray Rapid Vienna |

#### Risultati
| Squadra 1        | Totale          | Squadra 2         | Andata   | Ritorno     |
| Campioni         | Campioni        | Campioni          | Campioni | Campioni    |
| ---------------- | --------------- | ----------------- | -------- | ----------- |
| Omonia           | 2 - 2 (5-4 dtr) | Flora Tallinn     | 1 - 0    | 1 - 2 (dts) |
| NŠ Mura          | 1 - 0           | Žalgiris          | 0 - 0    | 1 - 0       |
| Qairat           | 2 - 3           | Alaškert          | 0 - 0    | 2 - 3 (dts) |
| Lincoln Red Imps | 2 - 4           | Slovan Bratislava | 1 - 3    | 1 - 1       |
| Neftçi Baku      | 2 - 5           | HJK               | 2 - 2    | 0 - 3       |
| Piazzate         |                 |                   |          |             |
| Jablonec         | 2 - 7           | Celtic            | 2 - 4    | 0 - 3       |
| Rapid Vienna     | 4 - 2           | Anorthōsis        | 3 - 0    | 1 - 2       |
| Galatasaray      | 5 - 3           | St. Johnstone     | 1 - 1    | 4 - 2       |

##### Andata

###### Campioni
| Arbitro: | William Collum |

|                           |           |                        |
| Bougrine 59’ Mahmudov 80’ | Marcatori | 61’ Ro. Riski 65’ Jair |

| Almaty 5 agosto 2021, ore 16:00 CEST ritorno → | Qairat             | 0 – 0 referto | Alaškert | Stadio Centrale (0 spett.)\| Arbitro: \| Aljaksej Kul'bakoŭ \| |
| Arbitro:                                       | Aljaksej Kul'bakoŭ |               |          |                                                                |

| Arbitro: | Athanasios Tzilos |

|                   |           |                                 |
| Walker 73’ (rig.) | Marcatori | 16’ Kashia 48’ Zmrhal 69’ Henty |

| Arbitro: | Radu Petrescu |

|             |           |  |
| Tziōnīs 12’ | Marcatori |  |

| Murska Sobota 5 agosto 2021, ore 20:00 CEST ritorno → | NŠ Mura        | 0 – 0 referto | Žalgiris | Stadio Fazanerija (2 500 spett.)\| Arbitro: \| Andreas Ekberg \| |
| Arbitro:                                              | Andreas Ekberg |               |          |                                                                  |

###### Piazzate
| Arbitro: | Halil Umut Meler |

|                             |           |                                                  |
| Pilař 17’ Bitton 85’ (aut.) | Marcatori | 12’ Abada 16’ Furuhashi 64’ Forrest 90’ Christie |

| Arbitro: | Sandro Schärer |

|          |           |                 |
| Boey 60’ | Marcatori | 58’ (rig.) Kerr |

| Arbitro: | Maurizio Mariani |

|                                |           |  |
| Kara 35’ Fountas 65’ Grüll 83’ | Marcatori |  |

##### Ritorno

###### Campioni
| Arbitro: | Ivan Kružliak |

|                                              |                      |                                            |
| Sappinen 48’, 88’                            | Marcatori            | 43’ Kakoullīs                              |
| Ojamaa Zenjov Lilander Lukka Alliku Reinkort | Tiri di rigore 4 – 5 | Gómez Papoulīs Atiemwen Psaltīs Lang Yuste |

| Arbitro: | Mykola Balakin |

|            |           |                |
| Zmrhal 38’ | Marcatori | 90’ Kike Gómez |

| Arbitro: | Lawrence Visser |

|                             |           |                               |
| Embaló 43’, 50’ Glišić 104’ | Marcatori | 45+1’ Ábiken 61’ Shýshenachev |

| Arbitro: | Deniz Aytekin |

|                                         |           |  |
| Ri. Riski 46’ Ro. Riski 60’ (rig.), 89’ | Marcatori |  |

| Arbitro: | Bartosz Frankowski |

|  |           |          |
|  | Marcatori | 12’ Kous |

###### Piazzate
| Arbitro: | Aleksandar Stavrev |

|                            |           |          |
| Lafferty 45+1’ Rousias 88’ | Marcatori | 64’ Kara |

| Arbitro: | Andris Treimanis |

|                                  |           |                                                           |
| Çipe 37’ (aut.) O'Halloran 90+4’ | Marcatori | 30’ Diagne 64’ Kerem Aktürkoğlu 70’ Feghouli 90+2’ Kılınç |

| Arbitro: | Daniel Siebert |

|                               |           |  |
| Turnbull 26’, 62’ Forrest 70’ | Marcatori |  |

### Spareggi

#### Sorteggio
Il sorteggio sarà effettuato il 2 agosto 2021, 13:00 CEST.
Un totale di 20 squadre giocheranno nel girone di spareggio. Le squadre saranno suddivise in quattro "gruppi prioritari":
- Priorità 1: 6 squadre accedono a questo turno.
- Priorità 2: 6 perdenti del terzo turno preliminare di UEFA Champions League 2021–22 (Percorso Campioni), la cui identità non sarà nota al momento del sorteggio
- Priorità 3: 5 vincitori del terzo turno di qualificazione (Percorso Campioni), la cui identità non sarà nota al momento del sorteggio
- Priorità 4: 3 vincitori del terzo turno di qualificazione (Percorso Piazzate), la cui identità non sarà nota al momento del sorteggio

La procedura del sorteggio sarà la seguente:
Le tre squadre di priorità 4 verranno sorteggiate contro le squadre di priorità 1 per produrre tre accoppiamenti.

Le restanti tre squadre di priorità 1 verranno sorteggiate contro tre squadre di priorità 3 per produrre tre accoppiamenti.

Le restanti due squadre di priorità 3 verranno sorteggiate contro due squadre di priorità 2 per produrre due accoppiamenti.

Le restanti quattro squadre di priorità 2 verranno sorteggiate l'una contro l'altra per produrre due accoppiamenti.

Non ci sarà alcuna protezione nazionale per questo turno, quindi le squadre della stessa federazione possono essere sorteggiate l'una contro l'altra, la squadra sorteggiata per prima gioca l'andata in casa.
| Priorità 1 | Coeff  | Priorità 2     | Coeff  | Priorità 3        | Coeff | Priorità 4   | Coeff  |
| ---------- | ------ | -------------- | ------ | ----------------- | ----- | ------------ | ------ |
| AZ Alkmaar | 21.500 | Legia Varsavia | 16.500 | Omonia            | 5.500 | Celtic       | 34.000 |
| Fenerbahçe | 19.500 | CFR Cluj       | 16.500 | NŠ Mura           | 3.000 | Rapid Vienna | 17.000 |
| Zorja      | 15.000 | Olympiacos     | 43.000 | Alaškert          | 6.500 | Galatasaray  | 17.000 |
| Anversa    | 10.500 | Stella Rossa   | 32.500 | Slovan Bratislava | 7.500 |              |        |
| Sturm Graz | 7.165  | Rangers        | 31.250 | HJK               | 5.500 |              |        |
| Randers    | 5.575  | Slavia Praga   | 43.500 |                   |       |              |        |

#### Risultati
| Squadra 1    | Totale          | Squadra 2         | Andata | Ritorno     |
| ------------ | --------------- | ----------------- | ------ | ----------- |
| Randers      | 2 - 3           | Galatasaray       | 1 - 1  | 1 - 2       |
| Rapid Vienna | 6 - 2           | Zorja             | 3 - 0  | 3 - 2       |
| Celtic       | 3 - 2           | AZ Alkmaar        | 2 - 0  | 1 - 2       |
| Fenerbahçe   | 6 - 2           | HJK               | 1 - 0  | 5 - 2       |
| NŠ Mura      | 1 - 5           | Sturm Graz        | 1 - 3  | 0 - 2       |
| Omonia       | 4 - 4 (2-3 dtr) | Anversa           | 4 - 2  | 0 - 2 (dts) |
| Olympiacos   | 5 - 2           | Slovan Bratislava | 3 - 0  | 2 - 2       |
| Rangers      | 1 - 0           | Alaškert          | 1 - 0  | 0 - 0       |
| Slavia Praga | 3 - 4           | Legia Varsavia    | 2 - 2  | 1 - 2       |
| Stella Rossa | 6 - 1           | CFR Cluj          | 4 - 0  | 2 - 1       |

##### Andata
| Arbitro: | Georgi Kabakov |

|                                                  |           |  |
| Pavkov 5’ Katai 38’ Ben Nabouhane 68’ Ivanić 77’ | Marcatori |  |

| Arbitro: | Ovidiu Hațegan |

|                                    |           |  |
| Furuhashi 12’ Letschert 61’ (aut.) | Marcatori |  |

| Arbitro: | Felix Zwayer |

|                        |           |                          |
| Bah 33’ Masopust 45+3’ | Marcatori | 20’ Emreli 37’ Juranović |

| Arbitro: | Andreas Ekberg |

|                                                   |           |                        |
| Loizou 43’, 56’ Kakoullīs 49’ Atiemwen 84’ (rig.) | Marcatori | 26’ Benson 62’ Miyoshi |

| Arbitro: | Jesús Gil Manzano |

|               |           |                      |
| Lauenborg 54’ | Marcatori | 26’ Kerem Aktürkoğlu |

| Arbitro: | Michael Oliver |

|            |           |                                                 |
| Škoflek 3’ | Marcatori | 18’ (rig.) Jantscher 60’ Kiteishvili 63’ Yeboah |

| Arbitro: | Benoît Bastien |

|               |           |  |
| Gümüşkaya 65’ | Marcatori |  |

| Arbitro: | Anastasios Sidīropoulos |

|             |           |  |
| Morelos 67’ | Marcatori |  |

| Arbitro: | Marco Guida |

|                                         |           |  |
| Camara 37’ Cissé 52’ Božikov 68’ (aut.) | Marcatori |  |

| Arbitro: | Sandro Schärer |

|                                |           |  |
| Fountas 29’ Kara 78’ Grüll 85’ | Marcatori |  |

##### Ritorno
| Erevan 26 agosto 2021, ore 17:00 CEST ← andata | Alaškert       | 0 – 0 (tot.: 0-1) referto | Rangers | Stadio repubblicano Vazgen Sargsyan (6 800 spett.)\| Arbitro: \| Tobias Stieler \| |
| Arbitro:                                       | Tobias Stieler |                           |         |                                                                                    |

| Arbitro: | Ivan Kružliak |

|                             |           |                                                             |
| Ro. Riski 27’ Ri. Riski 88’ | Marcatori | 11’, 14’, 52’ Valencia 90+2’ Şanlıtürk 90+4’ (aut.) Peltola |

| Arbitro: | István Kovács |

|                                    |           |                                  |
| Hladkyj 40’ Zaheditabar 87’ (rig.) | Marcatori | 10’ Grüll 15’ Greiml 68’ Fountas |

| Arbitro: | Aljaksej Kul'bakoŭ |

|                                      |           |          |
| Van Aanholt 48’ Lauenborg 59’ (aut.) | Marcatori | 11’ Egho |

| Arbitro: | Tiago Martins |

|                                  |           |              |
| Aboukhlal 6’ Starfelt 26’ (aut.) | Marcatori | 3’ Furuhashi |

| Arbitro: | Michael Oliver |

|              |           |                            |
| Debeljuh 34’ | Marcatori | 5’ (rig.) Katai 53’ Pavkov |

| Arbitro: | Deniz Aytekin |

|                     |           |                           |
| Henty 42’ Green 62’ | Marcatori | 33’ El-Arabi 54’ Onyekuru |

| Arbitro: | Andris Treimanis |

|                                      |                      |                                              |
| Miyoshi 28’ Gerkens 84’              | Marcatori            |                                              |
| Verstraete Gerkens Eggestein Miyoshi | Tiri di rigore 3 – 2 | Jordi Gómez Atiemwen Lecjaks Yuste Zachariou |

| Arbitro: | Artur Soares Dias |

|                 |           |           |
| Emreli 59’, 70’ | Marcatori | 45’ Ekpai |

| Arbitro: | José María Sánchez |

|                               |           |  |
| Kiteishvili 39’ Jantscher 66’ | Marcatori |  |